# Trentepohlia macrotrichia
Trentepohlia macrotrichia är en tvåvingeart som beskrevs av Alexander 1964. Trentepohlia macrotrichia ingår i släktet Trentepohlia och familjen småharkrankar. Inga underarter finns listade i Catalogue of Life.